# مايلز جونز
مايلز جونز (بالإنجليزية: Miles Jones)‏ (17 ديسمبر 1987 في المملكة المتحدة - ) هو لاعب كرة قدم باربادوسي في مركز الهجوم. شارك مع منتخب باربادوس لكرة القدم. أما مع النوادي، فقد لعب مع نادي هايز وهايز وييدينغ يونايتد ‏ ونادي وكينغ وكورنثيان كاشولز وBeaconsfield Town F.C. ‏ ونادي ألدرشوت تاون وChalfont St Peter A.F.C. ‏ وWalthamstow F.C. ‏ وHarrow Borough F.C. ‏ ونادي نورثوود لكرة القدم وThatcham Town F.C. ‏.

## وصلات خارجية
- مايلز جونز على موقع قاعدة بيانات كرة القدم.إي يو (الإنجليزية)
- مايلز جونز على موقع ناشيونال فوتبول تيمز (الإنجليزية)